# Granges-sur-Vologne
Granges-sur-Vologne là một xã, nằm ở tỉnh Vosges trong vùng Grand Est của Pháp. Xã này có diện tích 29,64 km², dân số năm 1999 là 2449 người. Xã này nằm ở khu vực có độ cao trung bình 499 m trên mực nước biển.
Dân địa phương tiếng Pháp gọi là Gringeauds.

## Biến động dân số
| 1962                                         | 1968 | 1975 | 1982 | 1990 | 1999 |
| -------------------------------------------- | ---- | ---- | ---- | ---- | ---- |
| 2626                                         | 2753 | 2794 | 2758 | 2485 | 2449 |
| Số liệu từ năm 1962: Dân số không tính trùng |      |      |      |      |      |